# Pál Titkos
Pál Titkos est un footballeur et entraîneur hongrois, né le 8 janvier 1908 à Kelenvölgy (Budapest) et mort le 9 octobre 1988 à Budapest.

## Biographie
En tant qu'attaquant, il fut international hongrois à 48 reprises (1929-1938) pour 13 buts. 
Il fait les éliminatoires du mondial 1938, où il inscrit un doublé contre la Grèce, et contribue à la qualification pour le mondial en France.
Il fait la Coupe du monde de football de 1938. Il ne dispute pas les matchs contre les Indes néerlandaises et la Suisse, mais il fut titulaire contre la Suède et contre l'Italie, où il inscrit un but à chaque match. Il fut finaliste du mondial 1938. 
Il joua dans deux clubs : le Budai 33 et le MTK Hungária FC. Avec le premier, il ne remporta rien, mais avec le second, il remporte deux championnats de Hongrie et une coupe de Hongrie.
En tant qu'entraîneur, il dirigea deux clubs hongrois : MTK Hungária FC et Salgótarjáni BTC. Il ne remporte rien. Mais il dirigea la sélection des Pharaons, avec lequel il remporte la CAN 1959.

## Palmarès

### En tant que joueur
- Coupe du monde de football
  - Finaliste en 1938
- Coupe de Hongrie de football
  - Vainqueur en 1932
  - Finaliste en 1935
- Championnat de Hongrie de football
  - Champion en 1936 et en 1937
  - Vice-champion en 1931, en 1933 et en 1940

### En tant qu'entraîneur
- Coupe d'Afrique des nations de football
  - Vainqueur en 1959